# Laos ai Giochi della XXXI Olimpiade
Il Laos ha partecipato ai Giochi della XXXI Olimpiade, che si sono svolti a Rio de Janeiro, Brasile, dal 5 al 21 agosto 2016, con una delegazione di sei atleti impegnati in quattro discipline. Portabandiera alla cerimonia di apertura è stato l'ostacolista Xaysa Anousone.
Si è trattato della nona partecipazione di questo paese ai Giochi estivi. Così come nelle precedenti edizioni, non sono state conquistate medaglie.

## Partecipanti

### Atletica leggera
- 110 m ostacoli maschili - 1 atleta (Xaysa Anousone)
- 100 m femminili - 1 atleta (Laenly Phoutthavong)

### Ciclismo
- Corsa in linea maschile - 1 atleta (Ariya Phounsavath)

### Judo
- 60 kg maschili - 1 atleta (Soukphaxay Sithisane)

### Nuoto
- 50 m stile libero maschili - 1 atleta (Santisouk Inthavong)
- 50 m stile libero femminili - 1 atleta (Siri Arun Budcharern)